# Acrataula catapachna
Acrataula catapachna är en fjärilsart som beskrevs av Edward Meyrick 1921. Acrataula catapachna ingår i släktet Acrataula och familjen spinnmalar. Inga underarter finns listade i Catalogue of Life.